# Threnia acanthura
Threnia acanthura là một loài ruồi trong họ Asilidae. Threnia acanthura được Wulp miêu tả năm 1898. Loài này phân bố ở miền Ấn Độ - Mã Lai.